# 松本哲哉 (建築家)
松本 哲哉（まつもと てつや、1976年7月12日 - ）は、日本の建築家、インテリアデザイナー。株式会社KTXアーキラボ一級建築士事務所の代表取締役兼CEO、株式会社マツヤアートワークスの代表取締役兼CEO。大阪芸術大学非常勤講師。兵庫県姫路市出身。大阪芸術大学大学院デザイン制作研究科修了。
イタリア、韓国、アゼルバイジャン、オランダ、中国、アメリカ、ロシアなどで国際デザイン賞の審査員を務める。

## 経歴
- 1999年 大阪芸術大学建築学科卒業
- 2001年 大阪芸術大学大学院デザイン研究科修了
  - 大阪芸術大学大学院デザイン研究科修了
  - 大阪芸術大学大学院研究員
  - マツヤアートワークス一級建築士事務所勤務
- 2006年 同社設計部長就任
- 2007年 KTX archiLAB（ケンチックスアーキラボ）設立
- 2019年 大阪芸術大学 非常勤講師入職
- 2024年株式会社マツヤアートワークス代表取締役就任
  - KTXアーキラボ法人化 代表取締役就任

## 受賞歴
2009年
- BEST STORE OF THE YEAR（日本）

2010年
- JCD国際デザインアワード Best100（日本）

2011年
- JCD国際デザインアワード Best100（日本）

2012年
- 第17回 CSデザイン賞 中川ケミカル賞（日本）
- AICA 施工例コンテスト（日本）
- JCD国際デザインアワード Best100（日本）

2013年
- DESIGN FOR ASIA AWARDS Merit Recognition（香港）
- JCD国際デザインアワード Best100（日本）

2014年
- IIDA Global Excellence Award Winner（アメリカ）
- DESIGN FOR ASIA AWARDS 銀賞（香港）
- IIDA Best of Asia Pacific Honorable Mention（アメリカ）
- APIDA EXCELLENCE（香港）
- A&D Trophy Awards EXCELLENCE（香港）
- Interior Design’s Best of Year Honoree（アメリカ）
- JCD国際デザインアワード Best100（日本）

2015年
- IDA INTERNATIONAL DESIGN AWARD 銀賞（アメリカ）
- IIDA Global Excellence Award Winner（アメリカ）
- 姫路市都市景観特別賞（日本）
- グッドデザイン賞（日本）
- JCD国際デザインアワード Best100（日本）
- Iconic Awards Winner（ドイツ）
- INSIDE WORLD FESTIVAL OF INTERIORS Highly Commended（イギリス）
- A’DESIGN AWARDS 金賞（イタリア）

2016年
- K-design award 金賞(韓国)
- A’DESIGN AWARDS 金賞（イタリア）
- German Design Awards Winner（ドイツ）

2017年
- A&D TROPHY AWARDS Winner（香港）
- Interior Design Best of Year Honoree（アメリカ）
- IIDA Global Excellence Award Winner（アメリカ）
- ニチハ サイディングアワード プラチナ賞（日本）
- GOOD DESIGN AWARD（アメリカ）
- DESIGN FOR ASIA AWARDS ブロンズ賞（香港）
- APIDA Winner（香港）
- SPARK AWARD 金賞（アメリカ）
- AMERICAN ARCHITECTURE PRIZE Winner（アメリカ）
- IIDA BEST OF ASIA PACIFIC DESIGN AWARD Winner（アメリカ）
- レッド・ドット・デザイン賞（ドイツ）
- ICONIC AWARD Winner（ドイツ）
- A’DESIGN AWARDS プラチナ賞・金賞・銀賞（イタリア）
- 日経新聞ショップデザインアワード 優秀賞（日本）
- LIXILフロントコンテスト 金賞（日本）

2018年
- London International Creative Competition HONORABLE MENTION（イギリス）
- WAF World Architecture Festival FINALIST（イギリス）
- INSIDE festival FINALIST（イギリス）
- AICA施工事例コンテスト 入選（日本）3作品
- Interior Design Best of Year Honoree 2018（アメリカ）
- APIDA WINNER（香港）
- FRAME Awards FINALIST（オランダ）
- ARCHITECTURE MASTER PRIZE（アメリカ）3作品
- ABB LEAF AWARD FINALIST（イギリス）2作品
- グッドデザイン賞（日本）2作品
- JCD 2018 BEST100（日本）2作品
- A’DESIGN AWARDS GOLD×2 AND BRONZE（イタリア）3作品
- INTERNATIONAL ARCHITECTURE AWARDS（アメリカ）
- JCD INTERNATIONAL DESIGN AWARDS GOLD WINNER（日本）
- GOOD DESIGN AWARD (オーストラリア)
- iFデザイン賞（ドイツ）

2019年
- Urban Design & Architecture Design Awards FIRST AWARD（アメリカ）
- IDA Design Awards SILVER WINNER（アメリカ）
- A&D Trophy Award EXCELLENCE AWARD（香港）
- Archilovers Best Projects of the Year（イタリア）
- LIT Lighting Design Award WINNER（アメリカ）
- LIT Lighting Design Award Honorable Mention（アメリカ）
- GOOD DESIGN AWARD Winner（アメリカ）
- IIDA Global Excellence Award WINNER（アメリカ）
- APIDA SILVER MEDAL（香港）
- Design for Asia Awards MERIT AWARD（香港）
- 日本空間デザイン賞 BEST100（日本）
- WAF World Architecture Festival FINALIST（イギリス）2部門
- INSIDE festival WINNER（イギリス）
- London International Creative Competition HONORABLE MENTION（イギリス）
- A’DESIGN AWARD GOLD×2 AND BRONZE（イタリア）3作品
- Muse Design Awards PLATINUM×2/GOLD×1（アメリカ）3作品
- Le Prix de Genève pour l'expérimentation architecturale FINALIST（スイス）
- FX DESIGN AWARDS WINNER（イギリス）
- ARCHITECTURE MASTER PRIZE WINNER（アメリカ）
- NOVUM design Award GOLD WINNER/SUSTAINABLE DESIGN OF THE YEAR（フランス）2部門
- Sky Design Award GOLD WINNER（香港・日本合同）
- ABB LEAF AWARDS FINALIST（イギリス）
- Architizer award FINALIST（アメリカ）
- ArchDaily Building of the Year Awards Nominee（アメリカ）

2020年
- IDA International Design Awards 銀賞（アメリカ）
- NICHIHA DESIGN AWARD 金賞・入賞（日本）2作品
- GOOD DESIGN AWARDS 2020 WINNER（アメリカ）
- APIDA BRONZ MEDAL（香港）
- GOLDEN TREZZINI Winner, Finalist（ロシア）2作品
- Architecture Master Prize（アメリカ）Honorable Mention
- The PLAN Awards Finalist,Shortlisted（イタリア）2作品
- KIDS DESIGN AWARD（日本）
- ArchDaily Building of the Year Awards Nominee（アメリカ）
- GOOD DESIGN AWARDS 2020 WINNER（オーストラリア）
- DNA PARIS DESIGN AWARDS 2020 WINNER（フランス）
- EURASIAN PRIZE 2020 1st Prize（ロシア）
- IDEA-TOP Design Award FINALIST（中国）
- A’DESIGN AWARD PLATINUM,GOLD AND SILVER（イタリア）3作品
- Muse Design Awards GOLD WINNER（アメリカ）
- FRAME Awards FINALIST（オランダ）
- Loop Design Awards HONORABLE MENTION（アメリカ）
- Rethinking The Future ACDA THIRD AWARD（インド）

2021年
- 姫路市都市景観賞特別賞
- APSDA Awards GOLD Winner& HONORABLE MENTIONS（マレーシア）２作品
- Architecture Master Prize（USA）WINNER
- Design for Asia Awards BRONZE AWARD（香港）
- グッドデザイン賞（日本）
- GRANDS PRIX DU DESIGN　GOLD,BRONZE（カナダ）２作品
- INSIDE festival FINALIST（イギリス）３部門
- Sky Design Award SILVER AND FINALIST（カナダ大使館後援）２作品
- A’DESIGN AWARD GOLD,SILVER AND IRON（イタリア）３作品

2022年
- WAF World Architecture Festival FINALIST（イギリス）
- Public Space Design Award 1st PRIZE（日本）
- A’DESIGN AWARD SILVER AND BRONZE×3（イタリア）４作品
- IFI Design Distinction Awards FINALIST（USA）

2023年
- GOOD DESIGN AWARD Winner(USA)
- APIDA Judge's Choice（香港）
- LIT Lighting Design Awards 2023 WINNER（スイス）
- レッド・ドット・デザイン賞 (ドイツ)
- INSIDE festival FINALIST(イギリス)
- WAF World Architecture Festival FINALIST（イギリス）2作品
- A’DESIGN AWARD SILVER AND BRONZE,IRON（イタリア）2作品

2024年
- A’DESIGN AWARDS 銀賞×２・銅賞（イタリア）